# Tárnokréti
Tárnokréti is een plaats (község) en gemeente in het Hongaarse comitaat Győr-Moson-Sopron. Tárnokréti telt 218 inwoners (2001).